# 錦織公園
錦織公園（にしこおりこうえん）は、大阪府富田林市にある大阪府営の都市公園（広域公園）である。大阪府内の4業者で構成する「みどり会」が、指定管理者となり、駐車場や売店、河内の里などを除き管理している。

## 概要
大阪・南河内の羽曳野丘陵の南端に位置する公園。面積は65.7haで、甲子園球場の約16倍もの広さ。地形や自然を生かした公園となっている。
園内には池や梅の里（梅林）、桜木の里（サクラ広場）、児童遊具園、展望台などが整備されている。
園内の木造平屋建て「里の家」とその周辺で構成される「河内の里」では、かつての河内の農村風景を再現している。また、公園南入口近くにあるパークセンターでは、河内の歴史をパネルで紹介する展示コーナーと休憩所がある。
錦織公園は大阪みどりの百選にも選定されている。

## 近隣施設
- 大阪大谷大学
- 瀧谷不動明王寺（滝谷不動、滝谷不動尊）
- 大阪南医療センター